# Rudolf Hess
Pour les articles homonymes, voir Hess.
Ne doit pas être confondu avec Rudolf Höss.
Rudolf Hess (en allemand : Heß, API : /hɛs/) est un homme politique allemand, né le 26 avril 1894 à Alexandrie (Égypte) et mort en détention le 17 août 1987 à Berlin-Ouest (Allemagne de l'Ouest). Compagnon politique indéfectible d'Adolf Hitler depuis le tout début des années 1920, ministre sans portefeuille (Reichsminister ohne Geschäftsbereich) de son gouvernement dès son accession au pouvoir en 1933, alors porté à la direction du parti nazi sous le vocable Stellvertreter des Führers (suppléant, ou représentant, du Führer en tant que chef du parti nazi), Hess est une personnalité majeure du Troisième Reich jusqu'en 1941, mais dont l'influence est restée limitée.
À Munich, en 1923, il s'investit dans la tentative du putsch de la Brasserie ; en conséquence, il est emprisonné avec Hitler et l'aide à dactylographier son manifeste politique, Mein Kampf. Il participe activement en 1935 à la rédaction des lois antisémites de Nuremberg. Le reste du temps, bien que dans le premier cercle de Hitler, il est cantonné à des rôles de représentation.
Le 10 mai 1941, il décolle seul, secrètement, pour l'Écosse aux commandes d'un avion Messerschmitt Bf 110 modifié pour être piloté par un seul homme et avec un réservoir d'essence supplémentaire, soi-disant sans en informer Hitler, afin de proposer un traité de paix séparée avec le Royaume-Uni, peu avant l’attaque-surprise allemande contre l’Union soviétique, violant le pacte de non-agression. En Allemagne, son départ imprévu est publiquement assimilé à une désertion. À son arrivée en Écosse, sa démarche n'est pas prise au sérieux ; il est arrêté et maintenu en détention jusqu'à la fin de la guerre, puis il est transféré à Nuremberg pour y être jugé avec les principaux responsables nazis : reconnu coupable de complot et de crime contre la paix, il est condamné à la prison à vie et détenu dans la prison de Spandau à Berlin-Ouest.
En 1987, après quarante-six années de détention et âgé de 93 ans, il est trouvé pendu dans l'enceinte de l'édifice pénitentiaire, dans une maisonnette de jardin qui lui servait de salle de lecture. Hess, pendant les vingt et une dernières années de sa vie, est resté le seul occupant de la prison berlinoise, mobilisant ainsi pour son seul service des ressources non négligeables pour les puissances occupantes. La prison, vide après sa mort, est détruite peu après, et les matériaux en sont dispersés en mer du Nord.

## Biographie

### 1894-1914: Origines

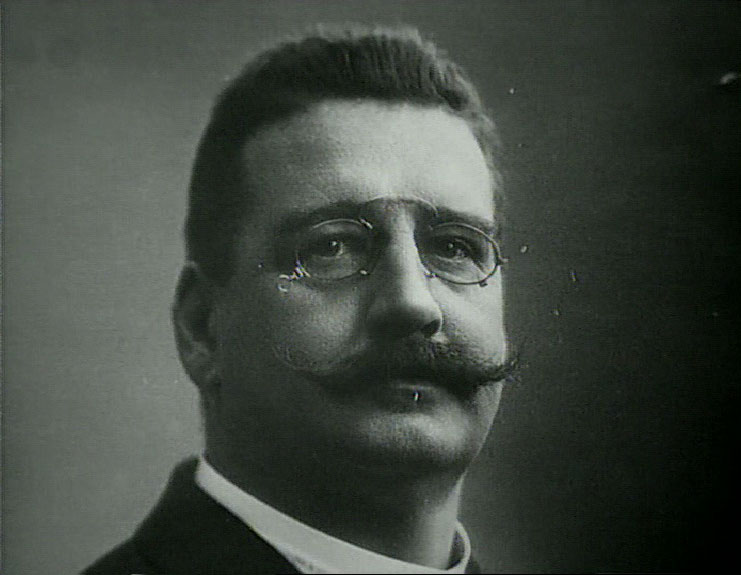
Fritz Hess, le père de Rudolf Hess.

Rudolf Hess voit le jour en Égypte où sa famille s'est établie. Son père, Fritz Hess, est un commerçant allemand puritain et strict, tandis que sa mère, Klara Muench (fille d'un industriel de Hof), est indulgente et pieuse. Sa famille compte trois enfants (Rudolf, Alfred et Margarete), dont il est l'aîné, et habite une villa de trois étages située dans la banlieue d'Ibrahimieh. Bien que le père de Rudolf soit assez aisé pour employer du personnel de maison, la mère se charge seule de l'éducation de Rudolf jusqu'à l'âge de six ans. Rudolf Hess entre alors à l'école allemande protestante, qui ne dispose que d'une seule pièce en raison du faible nombre de familles allemandes vivant à Alexandrie. Cependant, Fritz le retire rapidement, jugeant l'école insuffisante, et le fait éduquer à la maison en embauchant des précepteurs. Par la suite, il l'envoie au lycée français d'Alexandrie puis dans un pensionnat allemand. À l'âge de quatorze ans, il quitte l'Égypte pour l'Allemagne afin d'étudier en internat à Bad Godesberg, dans l'actuelle Rhénanie-du-Nord-Westphalie dans une école protestante,.
En Allemagne, Rudolf est choqué de constater que ses condisciples le considèrent comme un étranger. Il veut devenir ingénieur ou scientifique, mais son père, qui gère sa propre entreprise, a prévu qu'il prendrait sa succession. Après trois ans, il obtient son certificat d'études intermédiaires et s'inscrit à l'« École supérieure de commerce », un pensionnat situé à Neuchâtel, en Suisse. La perspective de devenir un homme d'affaires répugne à Rudolf, qui n'ose toutefois pas en parler ouvertement à son père. Néanmoins, il s'efforce sans succès de le faire changer d'avis. En compensation, son père lui offre de l'envoyer à Oxford dès lors qu'il aura terminé ses études commerciales. Après avoir réussi de justesse, Rudolf suit une formation commerciale complémentaire à Hambourg en 1912. À l'époque il se passionne pour la navigation et l'histoire de la marine allemande.
À cause du chauvinisme pro-allemand de son père, Rudolf Hess n'a jamais vraiment pu connaître l'Égypte : son monde s'est résumé à une éducation allemande prodiguée dans un milieu d'expatriés allemands. Le seul enseignant qui a vraiment marqué Rudolf a été l'un de ses précepteurs à Alexandrie, Abdul-Aziz Effendi, un Égyptien qui lui donnait des leçons d'arabe. Il était intéressé par l'astrologie, l'ésotérisme, l'occultisme et les religions orientales[réf. nécessaire].
Dans les années 1900, la famille Hess commence à se rendre plus souvent en Allemagne, car Fritz a acheté un terrain dans le Fichtelgebirge, à l'est de Bayreuth, et a fait bâtir une maison à Reicholdsgrün, un petit village à dix kilomètres environ au nord-ouest de Wunsiedel. Durant les vacances, Rudolf ne peut voyager beaucoup, même pour le trajet entre Alexandrie et Reicholdsgrün. Inversement, pendant qu'il est à l'école en Allemagne, Rudolf passe Noël chez un oncle qui vit à Mainkur (de), près de Francfort-sur-le-Main. Celui-ci l'emmène souvent assister à des opéras à Francfort, ce qui développe chez Rudolf un intérêt pour la musique, notamment pour Ludwig van Beethoven ou Eugen d'Albert.

### 1914-1920: Première Guerre mondiale
Au début de la Première Guerre mondiale en 1914, et pour la première fois de sa vie, Rudolf Hess, alors âgé de vingt ans, se rebelle contre son père, après une altercation avec celui-ci alors qu'ils sont à la villa de Reicholdsgrün. Il refuse de retourner à son stage commercial à Hambourg. Dans un élan de nationalisme et de patriotisme, Hess se rend à Munich et s'enrôle dans le 7e régiment bavarois d'artillerie de campagne. Le 18 septembre 1914, il est transféré à la 1re compagnie du 1er régiment d'infanterie (König), un des régiments bavarois les plus prestigieux.
Le 4 novembre 1914, Rudolf est envoyé au front, à ce moment stabilisé dans ce qui va devenir la guerre des tranchées, alors que seuls 25 % des membres de sa compagnie sont des soldats expérimentés. Hess connaît son baptême du feu lors de la bataille qui a pour but de percer les lignes ennemies à Ypres. Il passe l’hiver 1914-1915 dans la Somme et en Artois autour d'Arras. Le 21 avril 1915, il est promu première classe et reçoit la Croix de fer de seconde classe pour bravoure en défendant sa position contre une attaque ennemie. Un mois plus tard, il est promu caporal. Rudolf Hess se porte toujours volontaire pour les patrouilles de reconnaissance et les raids et il conserve son sang-froid de manière exemplaire lors des attaques ennemies. En juin 1916, son unité est transférée de la Somme à Verdun en renfort. Rudolf est confronté à toutes les horreurs de la guerre durant la bataille de Verdun qui débute pour lui le 12 juin 1916. Il écrit à un cousin qu'il a dû subir des tirs de barrage d'artillerie ennemis pendant plusieurs jours et qu'il a dû dormir dans une tranchée où gisait la moitié du corps d'un soldat français. Le 21 septembre 1916, il est gravement blessé près du fort de Douaumont par des éclats qui l'atteignent au dos et aux jambes.
Pendant sa convalescence à l'hôpital, il lit beaucoup, surtout des récits des exploits des aviateurs tels que Max Immelmann, Oswald Boelcke et Manfred von Richthofen. L'esprit chevaleresque des combats aériens attire Rudolf Hess au point de déposer une demande de transfert à la Luftstreitkräfte, le corps aérien impérial ; elle est refusée. Alors qu'il est en convalescence à Reicholdsgrün, il envoie une seconde demande qui est elle aussi refusée. En fait, il est promu caporal-chef le 4 décembre 1916 et reçoit l'ordre de se rendre en Roumanie en tant que commandant de peloton dans la 10e compagnie de la réserve bavaroise d'infanterie, régiment no 18. Son unité combat dans les montagnes bordant la Transylvanie lorsqu'il est de nouveau blessé le 25 juillet 1917 par des éclats reçus dans le haut du bras. Cependant, Hess ne considère pas ces blessures comme sérieuses et retourne au combat quelques jours plus tard. Il est blessé plus gravement à Focşani, durant la dernière offensive contre les Roumains, lorsqu'il est atteint d'une balle au poumon. Il saigne abondamment tout en étant inconscient ; il survit de justesse à cette blessure après avoir été transporté à un point d'évacuation sanitaire à Kézdivásárhely. Il demeure plusieurs mois en convalescence à l'hôpital militaire et à Reicholdsgrün. Le 8 octobre 1917, il reçoit sa promotion au grade de lieutenant par la poste.
Après un examen médical qui le déclare inapte au métier de fantassin, il est finalement transféré dans l'armée de l'air en tant que pilote,. Son entraînement de pilote est supposé débuter au printemps 1918. Cependant, avant de se présenter à sa nouvelle affectation, il doit accomplir une dernière tâche en tant que fantassin : escorter une compagnie d'infanterie au front ouest. Alors qu'il exécute cette mission sous les ordres du premier lieutenant, le baron von Tubeuf, il remarque un caporal qui se tient à côté de lui, portant la Croix de fer de première classe, et dont la tâche est de livrer les messages aux différentes unités quand le téléphone de campagne ne fonctionne plus. Il s'agit en fait d'Adolf Hitler. Peu après, il rejoint l'école de pilotage du camp Lechfeld près d'Augsbourg. C'est à cette école de pilotage que Rudolf Hess se fait l'un de ses premiers vrais amis, le lieutenant Max E. Hofweber, qui devient plus tard le directeur de la Heinrich Lanz AG à Mannheim. Rudolf Hess apprend à piloter durant le printemps et l'été 1918 et effectue son premier vol seul aux commandes à Ried à bord d'un Fokker D.VII. En essayant d'impressionner ses cousins qui vivent à proximité, Rudolf écrase accidentellement son avion dans un pré proche de Ried ; il s'en sort indemne. Son entraînement se termine en octobre 1918 et il est transféré à l'escadron de chasse 35 sur le front ouest. Son engagement au front ne dure qu'une seule semaine et se limite à quelques missions de vol sans incident, lors de la bataille aérienne finale au-dessus de Valenciennes. La guerre s'achève avant qu'il n'ait pu abattre un seul avion ennemi. L'armistice signé le 11 novembre 1918 entraîne la dissolution de l'escadron 35. Hess part donc en congé à Reicholdsgrün et est officiellement démobilisé le 13 décembre 1918.
Pendant ce temps, en Égypte, la firme Hess & Co. a été expropriée par les Britanniques victorieux. Fritz Hess effectue un voyage en Égypte afin de négocier et de reconstruire son entreprise ; il n'a toutefois plus les moyens d'envoyer son fils à l'université. De plus, Rudolf Hess n'a pas les prérequis nécessaires. Cependant, dans l'État libre de Bavière, tous les militaires démobilisés disposent d'une dérogation gouvernementale leur permettant de s'inscrire dans une université bavaroise avec seulement un diplôme d'études intermédiaires. Rudolf s'y rend en février 1919 et commence l'étude de l'économie politique à l’université de Munich,. Ses études sont vite interrompues par la révolution allemande, à laquelle il s'oppose en s'engageant dans le Corps franc de Franz von Epp. Après quoi, il retourne de nouveau à l'université pour étudier l'économie. Hess a été, en 1919, étudiant du professeur en géopolitique Karl Haushofer, inventeur du concept de Lebensraum (un « espace vital » en Europe pour toutes les populations germaniques, dans un seul État), conception qui fut l'un des éléments majeurs de l'idéologie et de la politique nazie ; Hess était aussi l'ami d'Albrecht Haushofer, fils du professeur, qui avait des relations britanniques pro-germaniques haut placées et reprendra le journal de son père, Zeitschrift für Geopolitik (de) (Cahiers pour la géopolitique). C'est aussi à cette époque qu'il rencontre sa future épouse, Ilse Pröhl, originaire de Hanovre, alors âgée de dix-neuf ans.

### 1920-1939: Ascension dans l'ombre de Hitler

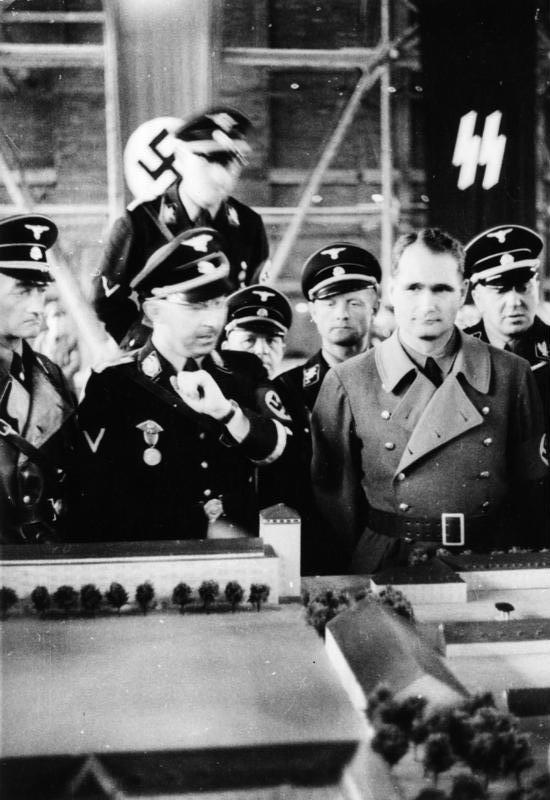
Himmler et Hess à Dachau (1936).

Il adhère au NSDAP dès sa création en 1920. Il y retrouve Adolf Hitler en 1921 et, étant tous deux anciens soldats, blessés de guerre, croix de fer, partageant les mêmes idées, ils deviennent aussi amis. Lorsqu'Adolf Hitler prend la direction du NSDAP, Hess devient son secrétaire particulier. Il sera le premier à l'appeler « Führer ».
Vers 1923, Rudolf Hess devient l'un des membres reconnus de la société ou ordre de Thulé, parmi lesquels figurent d'autres nazis et son professeur, Karl Haushofer. Cette société secrète promeut, entre autres, la croyance en une race d'êtres supérieurs d'origine germano-nordique, les Aryens, dont Ultima Thulé aurait été la capitale. Au départ, l'ordre de Thulé est une simple loge au sein du Germanenorden, une société secrète pangermaniste et antisémite, prétendant que les Juifs auraient contribué à la dégénérescence de la race germanique et qu'il faudrait donc la purifier. Son symbole, la croix de Wotan, une divinité germanique, et le salut de Thulé Heil und Sieg (« Salut et victoire »), en liaison avec le bras levé, ont été repris par les nazis, qui les adoptèrent en les transformant en croix gammée avec le salut « Sieg Heil ». Autour de cette société secrète recrutant parmi la jeunesse munichoise, avec un essor rapide, gravitent des groupuscules, dont le Deutsche Arbeiterverein, qui devint le Deutsche Arbeiterpartei (DAP), qu'Adolf Hitler fera renommer en NSDAP. Pour bien marquer leur filiation, les fondateurs du DAP et du NSDAP ont repris la croix gammée.[réf. souhaitée]

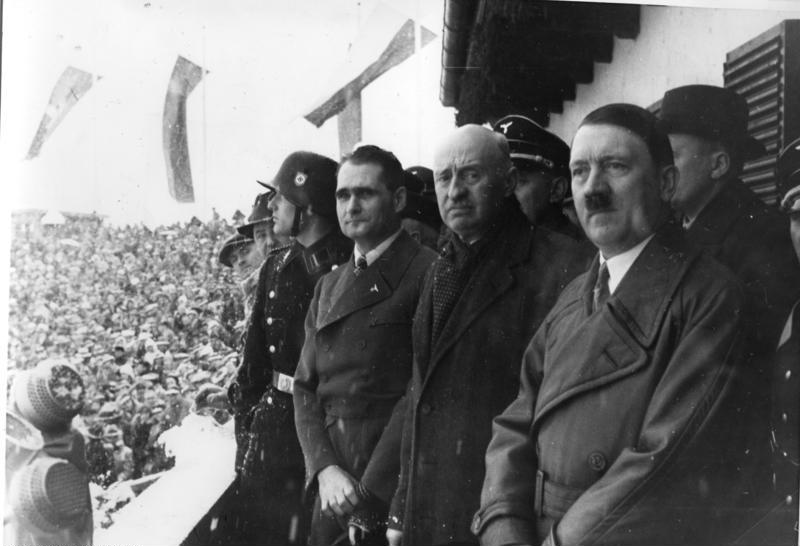
Garmisch-Partenkirchen, février 1936, cérémonie d'ouverture des Jeux olympiques d'hiver avec Hitler : Hess est à gauche, debout près d’un soldat.

Rudolf Hess participe en 1923 au putsch de la Brasserie à Munich. Après l'échec de la tentative de coup d'État, il est emprisonné avec Hitler dans la prison de Landsberg et lui propose son aide pour la rédaction de Mein Kampf.
Le 20 décembre 1927, Hess épouse Ilse Pröhl, dont il a fait la connaissance huit ans plus tôt.
À sa sortie de prison, Hess occupe une position privilégiée en tant qu'adjoint de Hitler lors des premières années du mouvement nazi. En 1933, Hitler le désigne publiquement comme son dauphin, puis comme le troisième personnage du régime, Göring en étant le deuxième ; il vise tous les projets de lois et est le seul Allemand à pouvoir signer au nom du Führer. Il engage comme secrétaire personnel Martin Bormann et représente le Führer dans des manifestations mineures. En 1935, il participe activement à la rédaction des lois de Nuremberg. Qualifié de « conscience du Parti », il dispose d'une grande influence du fait de sa position, bien que celle-ci s'ancre dans l'objectif de servir Hitler et en aucun cas ses ambitions personnelles : il se place de ce fait à distance des intrigues des « pontes » du régime et limite son rôle politique effectif à « [prononcer] chaque année l’allocution de Noël, [recevoir] les délégations de l'Association des Allemands de l'étranger, [prendre] le café en compagnie de mères de familles nombreuses et assumer, outre quelques tâches charitables, le patronage de [certains] congrès de second ordre. De même avait-il le privilège d'annoncer de la tribune, lors des cérémonies solennelles, l'arrivée du Führer ».
Le 18 novembre 1937, naît son unique fils qu'il prénomme Wolf Rüdiger ; Hitler en est le parrain.

### 1939-1945: Seconde Guerre mondiale

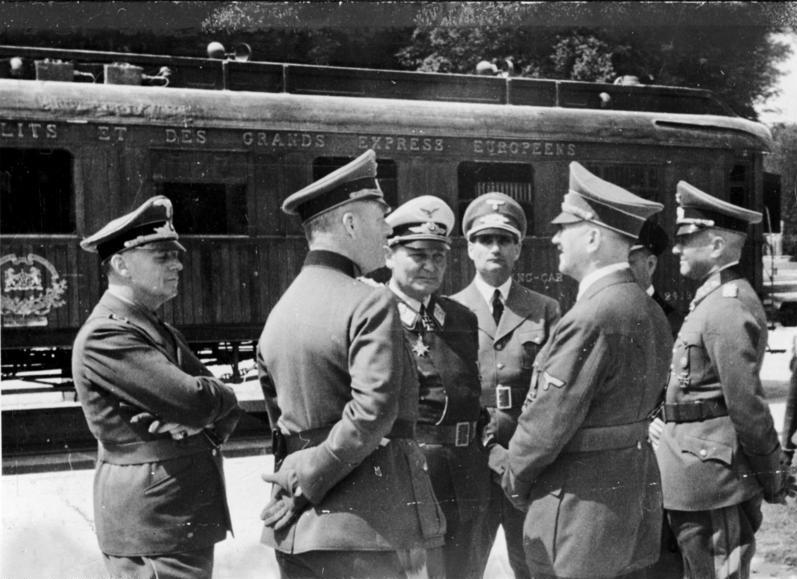
Clairière de l'Armistice dans la forêt de Compiègne, la veille de la signature de l'armistice avec la France en juin 1940, Hess, en arrière-plan de face, se trouve entre Göring (à gauche) et Hitler (à droite).

La marginalisation de son rôle politique s'accroît lors des premières années de la Seconde Guerre mondiale, qui focalise toute la primauté politique sur les stratèges de Hitler : Hermann Göring, Joseph Goebbels et Heinrich Himmler. Il est cependant nommé membre du Conseil de la défense du Reich dès 1939. Il sait que Hitler avait proposé une paix séparée au Royaume-Uni dès octobre 1939 et il l'assiste, le 21 juin 1940, lors de la préparation de l'armistice français de 1940 à Rethondes.

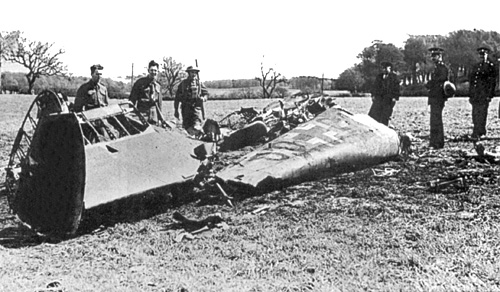
Les débris du Messerschmitt Bf 110 de Hess.

Il convainc Willy Messerschmitt de lui laisser essayer son avion Bf 110 et lui fait des suggestions d'amélioration. Après de longs préparatifs, le 10 mai 1941, revêtant une tenue civile, Rudolf Hess s'envole à bord d’un Messerschmitt Bf 110 sans armement qu'il pilote jusqu'en Écosse. Il échappe à deux chasseurs et à des tirs de DCA. Ne trouvant pas la piste d'atterrissage de la propriété de Lord Hamilton, il saute en parachute et laisse son avion s'écraser dans l'Ayrshire en Écosse, près du village d'Eaglesham au sud de Glasgow. N'ayant jamais sauté en parachute, il atterrit mal et se casse la cheville. Remis aux autorités britanniques, il demande à rencontrer le duc d'Hamilton qu'il dit connaître depuis une visite officielle du prince de Galles en Allemagne, avant la guerre. Il pensait que le duc d'Hamilton serait un bon médiateur, car au service de Lord Halifax, opposant et successeur potentiel de Winston Churchill. Halifax, membre du Cliveden set, un cercle britannique favorable à une certaine tolérance à l'égard de l’Allemagne nazie, avait considéré l’occupation de la rive gauche du Rhin par l'armée allemande en mars 1936, en violation du traité de Versailles, comme un retour du Reich « dans son arrière-cour ». Négociant avec Hitler, en novembre 1937, Halifax n'avait pas contesté les revendications territoriales de l'Allemagne sur l'Autriche et la province des Sudètes en Tchécoslovaquie, et, lors des accords de Munich, en septembre 1938, il avait estimé que la présence du ministre soviétique des Affaires étrangères, Litvinov, n'était pas souhaitée, afin de ne pas « provoquer » Hitler. 
Quelques jours après l'arrivée de Hess, Lord Hamilton l'interroge, avec les services secrets britanniques. La motivation de Hess aurait été d'apporter les idées suivantes de Hitler à son insu : entamer un processus de paix laissant l'Allemagne poursuivre sa politique d'expansion sur le continent européen vers l'Est, en échange de l'intégrité de l'Empire britannique. Selon Martin Allen et selon le livre de l'historien Peter Padfield paru en 2013, Rudolf Hess serait parti à la demande de Hitler avec mission d'informer le Royaume-Uni de la prochaine entrée en guerre contre l'Union soviétique et de proposer un traité de paix. L'intérêt du Reich serait de ne pas se battre sur deux fronts et de contrer les tentatives de Churchill d'impliquer Roosevelt dans le soutien du Royaume-Uni.
L'historien François Delpla, qui a étudié minutieusement les relations germano-britanniques dans les années 1930 et 1940, situe la mission de Rudof Hess dans la longue série des tentatives de Hitler pour persuader le gouvernement anglais d'accepter une "paix généreuse". Paix à l'Ouest nécessaire pour que le Reich puisse tourner toutes ses forces contre l'URSS. Il souligne qu'une personnalité proche de Hitler comme Rudolf Hess ne pouvait s'entraîner au pilotage, prendre un avion et quitter l'espace aérien allemand sans être intercepté qu'avec l'accord du Führer. La mission de Rudof Hess a lieu un mois avant le déclenchement de l'opération Barbarossa : elle paraît bien être l'ultime tentative de Hitler pour conclure la paix avec l'Angleterre.
Rudolf Hess, qui ne rencontra jamais ni le roi, ni Churchill, ni aucun dignitaire britannique important, fut emprisonné quelque temps à la tour de Londres. Selon le professeur Richard Evans, empêcher Hess de parler était un moyen de faire croire à Staline que les Britanniques négociaient une paix séparée avec l'Allemagne, qui n'aurait ensuite plus eu que l'URSS comme ennemie. Cela devait inciter les Soviétiques à attaquer l'Allemagne au plus vite, avant le retrait des Britanniques.[pas clair]. Cependant, six semaines plus tard, quand Hitler envahit l’Union Soviétique, le prisonnier Hess ne présente plus d'intérêt et sombre dans l'oubli.
Sur les conseils de Goebbels, le ministre de la Propagande, Hitler prétend alors que Hess est devenu fou et qu'il a agi de sa seule initiative ; le Führer n'en est pas moins grandement affecté pour ce qu'il considère comme une évasion « plus grave que la désertion d'un corps d'armée ». Toutefois, le colonel SS Otto Skorzeny affirme dans son livre La Guerre inconnue que Hitler était parfaitement au courant du projet de Rudolf Hess de partir négocier au Royaume-Uni[réf. nécessaire]. Les seuls témoignages contemporains en ce sens sont ceux du général Karl-Heinrich Bodenschatz, officier de liaison de Göring auprès de Hitler, de l'ordonnance de ce dernier, Heinz Linge, du Gauleiter Ernst Bohle (auquel Hess avait demandé de traduire en anglais des brouillons de lettres) et des deux aides de camp de Hess, Leitgen et Pintsch. Cette thèse peut aussi être accréditée par le fait que Hess a pu quitter le ciel allemand sans être inquiété par la Flak ou la chasse allemande. Certains y voient plutôt un esprit romantique cherchant à obtenir une paix séparée avec les Britanniques. De l’avis de l'historien Joachim Fest et des spécialistes qu'il invoque, il s'agirait davantage de la conséquence d'une neurasthénie, de la désacralisation de la personne de Hitler, d'une volonté de « désobéissance constructive » ou de la volonté de surmonter la dépréciation dont il avait progressivement fait l'objet.
Martin Bormann lui succède au poste de chef de la chancellerie du parti et Hess passe le reste de la guerre au Royaume-Uni, à Maryhill Barracks (en) au nord de Glasgow en Écosse, puis à Mytchett (en) dans le Surrey. Les médecins qui l'y soignent relèvent sa « folie de la persécution » et des tendances hypocondriaques l'amenant à penser qu'on tente de l'empoisonner. Cela est également perceptible dans les Mémoires qu'il rédige pendant sa captivité. À partir de l’automne 1943, il commence à manifester des symptômes d'amnésie, jusqu'au 4 février 1945 où il retrouve ses esprits en entretenant des délires antisémites et tente de se suicider avant d'entamer une grève de la faim. Il déclarera par la suite avoir feint la maladie ; Joachim Fest note à ce sujet : « Sa foi intacte dans le Führer, le mépris qu'on lui témoignait sous prétexte qu'il était un traître et un fou, la découverte des crimes commis par le régime, l'effondrement du Reich, la rencontre avec les partenaires de naguère — autant de contradictions et de tensions qu'il n'était plus en mesure d'assumer. »

### 1946-1987: Procès de Nuremberg et emprisonnement

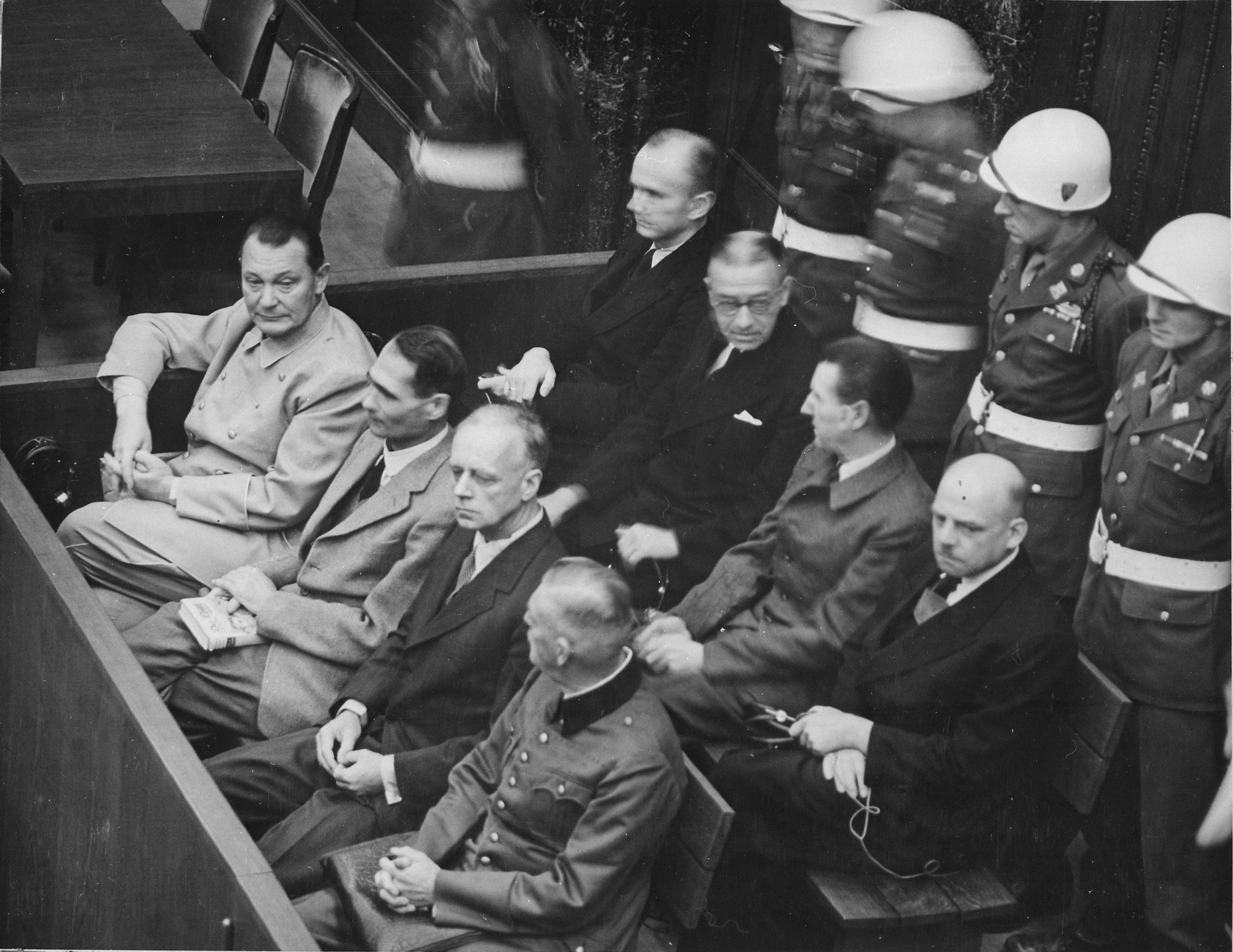
Procès des principaux responsables politiques et militaires du Reich à Nuremberg, 1946. Au premier rang, de gauche à droite : Göring, Hess, Ribbentrop, le maréchal Keitel ; au second rang : les deux amiraux Dönitz et Raeder, Schirach, Sauckel.
D’autres procès ont suivi.

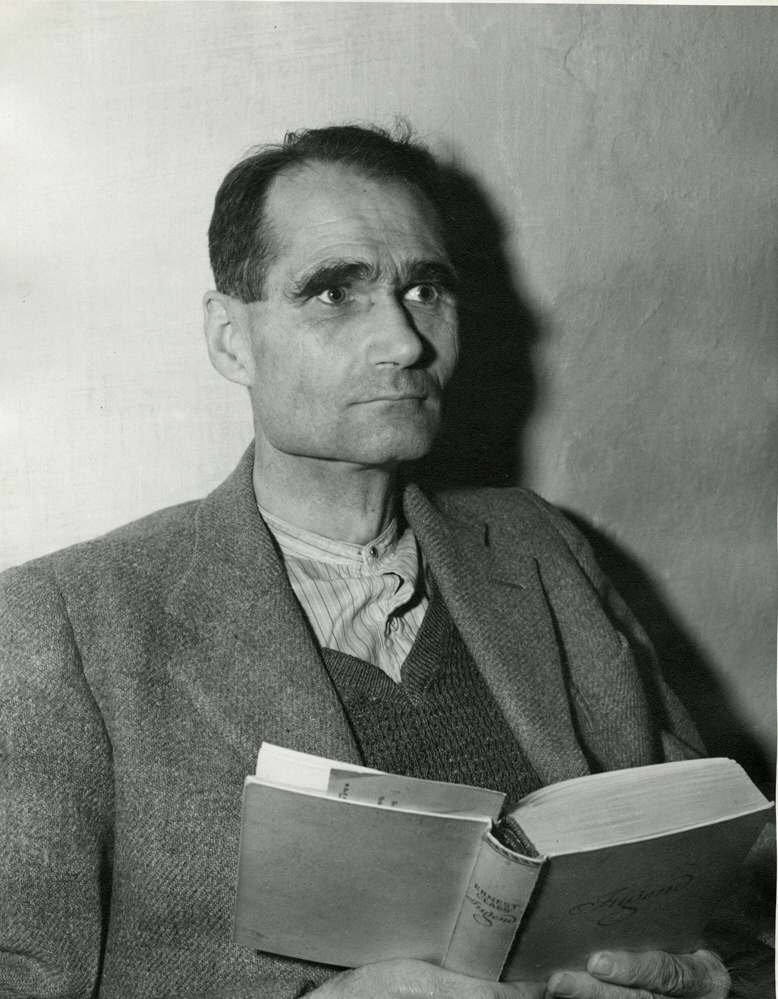
Hess en détention à Nuremberg (novembre 1945).

Au lendemain de la Seconde Guerre mondiale, Rudolf Hess est jugé au procès de Nuremberg pour complot, crimes contre la paix, crimes de guerre et crimes contre l'humanité. Au cours du procès, il ne se reconnaît coupable d'aucun de ces crimes et se dit même fier d'avoir servi son maître, Adolf Hitler, et le peuple allemand. Il va jusqu'à invoquer son action en Écosse où il avait tenté, selon lui, de mettre fin à la guerre entre l'Allemagne et le Royaume-Uni au péril de sa vie. Il est alors persuadé qu'à sa place, Hitler aurait observé les mêmes réactions et la même réserve envers le tribunal, à l'inverse d'un Göring versé dans les « manifestations grandiloquentes ». Des quatre chefs d'accusation, seuls sont finalement retenus le complot et les crimes contre la paix. Comme il n'a pas été déclaré fou, il est donc responsable d'avoir visé les lois de Nuremberg, les lois contre les handicapés et bien d'autres et il est condamné à la prison à perpétuité, sanction qui sera appliquée sans remise de peine. Le 27 mai 1948, un psychiatre rédige un certificat soulignant que « à l'heure actuelle, Hess ne souffre d'aucun dérangement mental ». Jean Delay qui l'avait examiné durant le procès avec le psychiatre britannique Donald Ewen Cameron avait conclu à une « amnésie hystérique ».
Pendant les années qui suivent, il est le prisonnier « no 7 », étant donné qu'il occupe la cellule portant ce numéro. Après les libérations de Schirach et de Speer, qui ont chacun purgé leur peine de vingt ans jusqu'en octobre 1966, il reste le dernier et unique prisonnier de la prison de Spandau de 1966 à 1987. La cellule no 7, qui ne fait que six mètres carrés, devient alors le logement à un seul lit le plus dispendieux du monde, avec un coût journalier de 2 800 marks, l'équivalent de 1 432 euros, entièrement financé par l'Allemagne de l'Ouest.
Les forces alliées, les États-Unis, l'URSS, la France et le Royaume-Uni, trouvent important de garder Rudolf Hess dans la prison de Spandau, notamment en tant que dernier symbole de leur alliance, qui commence à s'effriter. Pour garder ce seul prisonnier, sont mobilisés trois gardes armés, vingt fonctionnaires de pénitencier, dix-sept civils, quatre médecins, un aumônier et quatre directeurs de prison auxquels s'ajoutent une trentaine de soldats, chargés de défendre l'enceinte de la prison, relevés journellement et pris au sein des forces alliées avec une rotation mensuelle. Une pratique commencée en 1947 consiste à retirer les articles concernant le nazisme ou les personnalités du Troisième Reich des journaux qui sont remis aux prisonniers afin d'éviter qu'ils ne puissent se considérer comme étant des figures ayant marqué l'histoire. Durant tout le temps de son emprisonnement, Rudolf Hess n’est pas autorisé à parler à la presse et n'a droit qu'à une seule visite par mois, d'une durée maximale de trente minutes ; en outre, le visiteur doit faire partie de sa famille immédiate et les quatre directeurs de la prison sont tenus d’être présents lors de ces visites. Rudolf Hess a le droit de recevoir des cahiers en prison, mais uniquement pour écrire des lettres ou des notes ; une fois remplis, ces cahiers sont détruits par les gardiens afin d'éviter que Hess ne puisse rédiger ses mémoires, qui seraient susceptibles de le glorifier par la suite. Ses aumôniers — Charles Gabel de 1977 à 1986, Michel Roehrig de 1986 à 1987 — disent que, contrairement aux idées reçues, Hess n'avait rien d'un fou, ou d'une personne psychologiquement fragile. L'association de libération de Rudolf Hess est alors dirigée par René Binet et défendue par Raymond de Geouffre de La Pradelle.

### 1987: Mort et conséquences

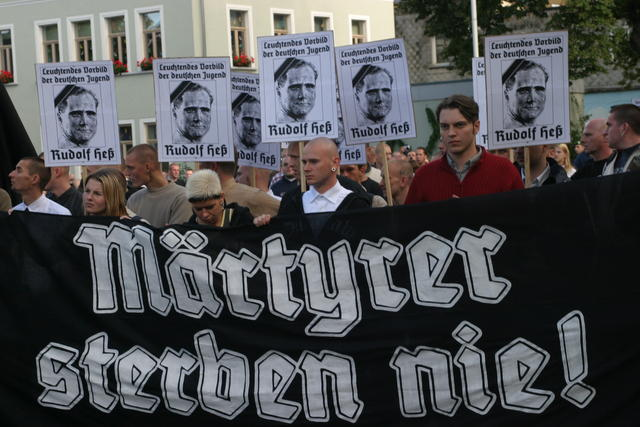
Les martyrs ne meurent jamais ! Manifestation néonazie en mémoire de Hess à Wunsiedel en 2004.

Le 17 août 1987, âgé de 93 ans, Hess est retrouvé pendu à un fil électrique dans une maisonnette de jardin à l'intérieur de la prison, qui avait été aménagée en salle de lecture[réf. nécessaire]. Le fil électrique aurait été récupéré d’une rallonge pour lampe et a été fixé à une poignée de fenêtre. Il est mort par asphyxie. Une note manuscrite à l'attention de sa famille est retrouvée dans sa poche, les remerciant de tout ce qu'ils avaient fait. Le 17 septembre, les quatre puissances occupantes font une déclaration indiquant que sa mort est un suicide. Néanmoins, son fils Wolf Rüdiger Hess défend incessamment la thèse d'un assassinat perpétré par les SAS ou la CIA pour empêcher d’éventuelles révélations de son père sur les erreurs de comportement britanniques pendant la guerre. L'infirmier personnel de Hess de 1982 à 1987, Abdallah Melaouhi, défend aussi la thèse de l'assassinat dans son livre Ich sah seinen Mördern in die Augen (titre traduit par J'ai vu ses meurtriers dans les yeux). Il a été renvoyé de son poste de correspondant local du Conseil pour l'immigration et l'intégration après avoir publié ce livre. La thèse de l'assassinat est également défendue par le reste de la famille de Hess, ainsi que par les néonazis qui souhaitent faire de lui un martyr. Les médecins légistes britanniques maintiennent néanmoins la thèse du suicide.
Hess est d’abord enterré dans un lieu tenu secret pour éviter d’attirer l'attention des médias ou d’entraîner l'organisation de manifestations par les sympathisants néonazis. Ensuite, le 17 mars 1988, son cercueil est déplacé dans une concession familiale à Wunsiedel — ville d'origine de sa famille paternelle — pour satisfaire ses dernières volontés. Sept ans plus tard, en 1995, son épouse est inhumée à ses côtés.
L'avocat de Hess, le docteur Seidl, pense aussi que Hess était trop âgé et fragile pour réussir à se suicider seul. Selon une enquête du gouvernement britannique en 1989, les preuves disponibles ne peuvent étayer la thèse selon laquelle Hess aurait été assassiné et l'avocat général Sir Nicholas Lyell (en) ne trouve pas motif à ouvrir une enquête complémentaire. En outre, le rapport d’autopsie confirme que Hess s'est suicidé,,. À nouveau, un rapport édité en 2012 a posé la question de l'assassinat. L'historien Peter Padfield a quant à lui précisé que la note trouvée sur Hess avait été écrite en 1969, à l'occasion d’une hospitalisation.
Un article du quotidien britannique The Independent en date du 10 septembre 2013 relance le débat sur la thèse de l'assassinat exécuté par deux membres du SAS. Âgé de 93 ans et rongé par l'arthrite, Hess, selon son fils Wolf, aurait eu du mal à se hisser seul pour se pendre.
L'épitaphe « Ich habs gewagt » (« Je l'ai osé ») ornait la tombe de Rudolf Hess à Wunsiedel. Cette phrase énigmatique alimente une controverse. Les hypothèses sur ce qu'il aurait « osé » sont diverses : se supprimer, avoir agi comme il le fit au cours de la Seconde Guerre mondiale, avoir essayé de faire la paix avec le Royaume-Uni, etc.
Après la mort de Hess, la prison de Spandau est détruite sur décision des forces d'occupation de Berlin, les Soviétiques voulant notamment éviter d'en faire un lieu de pèlerinage néonazi. Cependant, aux dates anniversaires de sa mort, des Allemands et d'autres Européens se retrouvent régulièrement à Wunsiedel pour une « marche de la mémoire ». Ces manifestations sont interdites de 1991 à 2000, mais les marches ont quand même lieu dans différentes villes des alentours. En 2002, les marches sont de nouveau autorisées. Celle de 2004 rassemble plus de cinq mille personnes,.
Le 17 août 2010, le conseil municipal de Karlsruhe interdit une manifestation en mémoire de Hess organisée par une association néonazie, prévue pour le 21 août.
Comme la ville de Wunsiedel est devenue chaque 17 août le lieu d'un pèlerinage annuel des nostalgiques du nazisme, le conseil paroissial décide en 2011 de ne pas autoriser la prolongation de la concession concernant la tombe de Hess. Avec l'accord de sa famille, la tombe est rouverte et ses restes sont exhumés puis incinérés. Ses cendres sont ensuite dispersées en mer par sa famille, puis sa tombe est détruite. Le 21 juillet 2011, le quotidien allemand Süddeutsche Zeitung confirme ces événements.

## Décorations

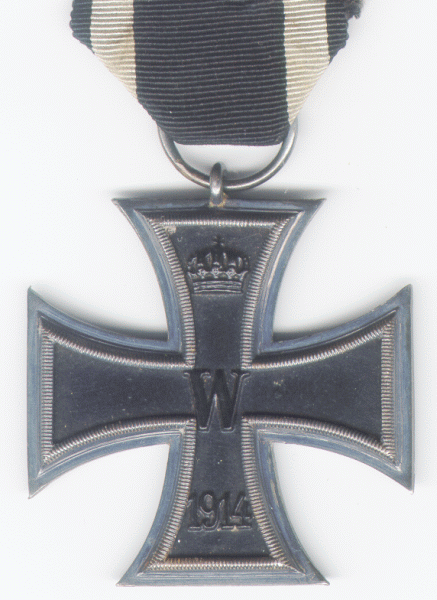
Croix de fer, seconde classe, de 1914.

Rudolf Hess a reçu la croix de fer de seconde classe, le 21 avril 1915 alors qu'il était simple soldat d'infanterie sur le front de l'Ouest dans la Somme, durant la Première Guerre mondiale ; le motif d’attribution était un acte de bravoure, en l'occurrence avoir défendu sa position contre une attaque ennemie.

## Documentaire
- 1933 : La Victoire de la foi, de Leni Riefenstahl
- 1935 : Le Triomphe de la volonté, de Leni Riefenstahl
- 1938 : Les Dieux du stade, de Leni Riefenstahl
- 1942 : Prélude à la guerre, de Frank Capra
- 1942 : Plan for Destruction (en), joué par George Lynn (actor) (en)
- 1993 : Leni Riefenstahl, le pouvoir des images
- 1998 : Nazis: The Occult Conspiracy (en), avec 	Malcolm McDowell
- 2009 : Loose Change 9/11: An American Coup, de Dylan Avery
- 2009 : Apocalypse, la Deuxième Guerre mondiale, avec Mathieu Kassovitz
- 2011 : Apocalypse, Hitler, avec Mathieu Kassovitz
- 2016 : Rudolph Hess: le mentor d'Hitler, de Karl Zéro.
- 2021 : How to Become a Tyrant (en), avec Peter Dinklage

## Dans la fiction

### Musique
- Le groupe anglais Joy Division parle de la vie de Rudolf Hess dans la chanson Warsaw. Le premier couplet décrit l'implication de Hess, avec Adolf Hitler, dans le putsch de la Brasserie et l'engouement pour le parti nazi. Le deuxième couplet décrit sa désillusion et l'éloignement du cercle de confiance de Hitler. Le dernier couplet relate son emprisonnement à vie à Berlin.

- Le groupe anglais Spandau Ballet fait référence à un graffiti : Rudolf Hess, tout seul, dansant le ballet de Spandau (« Rudolf Hess, all alone, dancing the Spandau Ballet »), en référence au dauphin d'Adolf Hitler[64].

### Littérature
- 1966 :  Hess, de Per Olov Enquist, traduit par Marc de Gouvenain, Paris, l'Herne, 1971, 363 p.[65]
- 1982 : Oies Sauvages 2, de Daniel Carney , adapté au cinéma, 1985 : un groupe d'activistes engage le mercenaire Allen Faulkner pour libérer Rudolf Hess au début des années 1980.
- 1986-87 : Tous les hommes en sont fous et Le bonheur à San Miniato, de Jean d'Ormesson. Hess apparaît dans les deux derniers tomes de la trilogie. Il y donne une version romantique de son saut en parachute sur l'Angleterre, rejoignant la belle-sœur de Francis Scott Fitzgerald, inspirée de l'amie d'Adolf Hitler, Unity Mitford.
- 1987-88 : La Patrouille des libellules de la bande dessinée de Yann le Pennetier (scénario) et Marc Hardy (dessin) : Hess est présent dans les tomes 2 (Défaite éclair, coll. « Sale caractère ») et 3 (Requiem pour un Pimpf, coll. « Sale caractère »).
- 2002 : La Séparation, de Christopher Priest : la tentative de paix séparée avec l'Angleterre qu'a machinée Rudolf Hess.
- 2018 : Journal de Rudolf Hess (1914-1987) (roman. avant-propos & postface d'E. Canena)
- 2019 : Le Triomphe des Ténèbres, d'Éric Giacometti et Jacques Ravenne: Hess et son escapade en Écosse en mai 1941 sont évoqués dans le 1er tome de la saga du Soleil noir  (Librairie générale de France).

### Cinéma
- 1944 : Hitler et sa clique, joué par Victor Varconi.
- 1953 : You are there : The Escape of Rudolf Hess, joué par Peter Cushing.
- 1985 : Les Oies sauvages 2 (Wild geese II) de Peter Hunt : Richard Burton devait y interpréter à nouveau le rôle du colonel Allen Faulkner. Le mercenaire devait cette fois être engagé par une chaîne de télévision américaine style CNN pour se rendre à Berlin afin de tenter de libérer Rudolf Hess, joué par Laurence Olivier pour l'interview du siècle.
- 1997 : Snide and Prejudice, joué par Richard Edson.
- 2009 : Hitler vor Gericht (de), joué par Mark-Alexander Solf (de).

#### Apparition
- 1953 : Le Jardin des Finzi-Contini
- 1983 : Zelig
- 1994 : In Search of Dr. Seuss (en)
- 1999 : Sunshine

### Télévision

#### Téléfilm
- 1982 : Inside the Third Reich, joué par Maurice Roëves.
- 2003 : Hitler : La Naissance du mal, joué par James Babson.
- 2005 : Speer et Hitler, joué par André Hennicke.
- 2011 : J'étais à Nüremberg, joué par Dimiter Kuzov.

#### Série
- 1953 : You Are There (series) (en), joué par Peter Cushing (confondu avec Rod Steiger).
- 2000 : Nuremberg, joué par Roc LaFortune.
- 2001 : Martin Mystère, (Le numéro de la bête) #7
- 2005 : Fullmetal Alchemist: Conqueror of Shamballa, joué par Rikiya Koyama.
- 2006 : Nuremberg, le procès des nazis, joué par Ben Cross.
- 2017 : Hitler et le Cercle du Mal, joué par James Lowe

### Bande dessinée
- All Winners Comics #2, (Carnival of death) octobre 1941
- Star-Spangled Comics, (Dr Weerd) Vol 1 #3, DC, décembre 1941
- Daredevil (Lev Gleason Publications) (en) #14, décembre 1941
- Military Comics #8 (Death Patrol : « Mademoiselle From Armentieres »), mars 1942
- All-American Comics #42 (Dr. Mid-Nite : « The Arrival of Herman Gherkin »), juillet 1942
- Cracked #13, mars 1960
- Marvel Graphic Novel : The Shadow, (Hitler's astrologer) 1988
- The Big Book of Losers, Paradox Press, DC Comics, 1997
- Cracked #354, avril 2001
- Les trois fantômes de Tesla, 2016